# 絕命悍將
《絕命悍將》（英語：Made Men，又名《亡命追緝》）是一部1999年上映的美國動作片，提摩西·達頓主演。

## 劇情簡介
被警方列入證人保護計畫的線民比爾，在他偷了黑幫老大一大筆錢後，便帶著女友一起逃亡，不料比爾還是被黑幫老大的三位手下抓到，因而被迫帶他們前往藏錢的地點取款。
然而由於比爾不願乖乖交出到嘴的肥肉，於是將這三名打手引到毒販製造毒品的工廠裡，引得他們跟毒販展開混戰，後來兩方人馬轉而開始追殺比爾；然而此時與比爾的女友有曖昧關係的腐敗警長也在覬覦這筆錢，因而加入追捕比爾的行列，在黑白兩道的追殺下，比爾能安全逃出生天嗎？

## 演員
- 比爾：詹姆斯·貝拉希
- Dex Drier警長：提摩西·達頓
- 黛布拉：凡妮莎·安琪

## 外部連結
- 開眼電影網上《絕命悍將》的資料（繁體中文）
- 互联网电影数据库（IMDb）上《絕命悍將》的资料（英文）
- AllMovie上《絕命悍將》的资料（英文）